# 開心日報
《開心日報》（英語：Happydaily）（2002年8月19日–2024年5月3日），曾是香港電台第一台的廣播節目，由香港幾位演藝傳媒人主持，每星期一至五上午10點20分播出。最後的節目監製是劉蓮。
此外，曾有一個同類節目《開心晚報》（2003年9月1日–2004年6月25日），由錢佩卿及梁德民主持，每星期一至五晚上11點30分播出。

## 節目環節
- 開心謎題: 由李司政/譚永標每日預備謎題, 供主持及聽眾猜估。
- 中醫健康日: 由不同註冊中醫師介紹不同中醫學知識。
- 愛情I Don't know/Ladies' Mail Box: 由女性觀點講談戀愛心理或分析感情問題。
- 開心好聲音: 找來不同歌手分享和即席演唱。
- 編劇講劇: 主要由林超榮講述電影或劇集的影評, 標榜「絕無劇透」, 但經常劇透。
- 蘭子愛作戰: 由陳淑蘭介紹美容或女性心得。
- 開心體壇: 講述體壇最新消息。
- 開心好生活
- 開心精明消費
- 韓風chum chum chum: 介紹韓國文化或旅遊資訊。
- 當年娛樂事: 講述舊時娛樂圈逸事。
- 開心回憶錄: 主持回憶舊時逸事。
- 何B的小時代: 由何守信介紹他小時候的日子, 例如從九龍沿獅子山走到沙田, 到萬宜大廈坐自動電梯, 到泳棚游泳等。
- 開心食D乜: 由不同廚師嘉賓介紹不同食品的烹調方法。
- Keep Fit 四壯士

## 特備節目
- 預防中暑職安健: 以短劇形式介紹防中暑知識。
- 消防週記: 以短劇形式介紹防火知識。
- 選民登記我問你答

## 歷史
曾任主持：
1. 車淑梅，2002年8月起主持。
2. 李力持
3. 蔡浩樑，2002年8月起主持。
4. 陳百祥，2002年8月起主持，2003年5月27日主持最後一集後退出。
5. 梅小惠，2003年至2005年為客席主持。
6. 錢佩卿
7. 劉秀盈
8. 羅曼穎
9. 黃意雅
10. 林超榮，2006年12月4日起非定期主持，2023年11月8日主持最後一集後因病退出，12月12日病逝。連續主持時間最長(長達17年)的一位。
11. 盧覓雪，2009年6月起主持，同期主持有車淑梅、林超榮。
12. 陳恩能
13. 李司政
14. 何守信, 2011年起主持，至2018年。[2]
15. 陳淑蘭, 2013年4月起主持，至節目結束，重返第二台主持新節目《她．他．它》。
16. 杜雯惠, 2017年3月29日起主持，至節目結束，過渡至新節目《是日快樂》。
17. 譚永標
18. 黃桂林
19. 梁榮忠，2020年10月19日重返香港電台第二台主持《晨光第一線》。

## 社交媒體互動
在某網上社交媒體，節目主持與聽眾出題及留言互動。

## 外部連結
香港電台第一：《開心日報》節目
（页面存档备份，存于）
| 香港電台 香港電台第一台節目 |                                                    |                         |
| 同時段上一節目 朝朝早精神好 | 開心日報 2002年8月19日－2024年5月3日 (10:20-12:00) | 同時段接替節目 是日快樂 |

| 前一節目： 一桶金 | 香港電台第一節目 星期一至五上午10時20分至中午12時 | 下一節目： 午間新聞天地 |

1. ↑  香港電台第一台. .   [2020-10-18]. （原始内容存档于2021-04-22）.